# Jacques Benveniste
Jacques Benveniste   (París, 12 de març de 1935 - París, 3 d'octubre de 2004) va ser un metge, bioquímic i immunòleg francès, codescubridor del factor activador de plaquetes.

## Biografia
Va néixer a París en una família benestant d'origen jueu sefardita i va ser pilot de carreres fins que es va veure forçat a retirar-se després d'una lesió d'esquena. Llavors la seva família el va orientar cap a la medicina. Després de graduar a la Universitat de París es va adonar que la seva lesió d'esquena li feia difícil encorbar sobre els pacients i es va dirigir a la investigació immunològica. De 1965 a 1969 va treballar al CNRS, l'Institut Francès per a la Investigació del Càncer. De 1969 a 1972 va treballar en la Scripps Clinic and Research Foundation a Califòrnia. Es va fer un nom de cert prestigi com a membre de l'equip que va aïllar una hormona de la sang anomenada factor d'activació de plaquetes.
De tornada a França, va ser nomenat director d'immunologia de laboratori de l'INSERM a París. Allà va patentar un test d'al·lèrgies anomenat test de degranulació de basòfils. El test era poc original i ell només li va donar una aplicació comercial. La majoria dels experts afirmen que el test no té cap utilitat.
Benveniste va morir a París als 69 anys. Es va casar dues vegades i va tenir cinc fills.
El 1979 va publicar un conegut article sobre l'estructura d'un factor d'activació de plaquetes i la seva relació amb la histamina. Va ser el director de la Unitat 200 de l'INSERM, que estudiava immunologia, al·lèrgia i inflamació.
El 1988 Benveniste va estar en el centre d'una gran controvèrsia internacional, quan va publicar un article a la prestigiosa revista científica Nature, en què exposava una sèrie d'experiments sobre degranulació de basòfils disparada per anticossos IgE (del grup de la immunoglobulina E) molt diluïts. Aquestes troballes semblaven donar suport al concepte d'homeopatia. Els biòlegs estaven desconcertats pels resultats de Benveniste perquè en les altes dilucions de Benveniste no quedava cap molècula dels anticossos originals. Benveniste va concloure que la configuració de les molècules en l'aigua era activa biològicament. Un periodista va encunyar el terme "memòria de l'aigua" per a aquesta hipòtesi. Als anys 90 Benveniste també va afirmar que aquesta "memòria" podia ser digitalitzada, transmesa i reintroduïda en una altra mostra d'aigua, de manera que contindria les mateixes qualitats que la primera mostra
Com a condició prèvia a la seva publicació, la revista Nature va demanar que els resultats es repliquessin per laboratoris independents. El controvertit article finalment el van signar conjuntament 05:00 laboratoris, dos d'ells situats al Canadà, els altres en Itàlia, Israel i França. Després de la publicació de l'article es va fer un seguiment de la investigació per un grup que incloïa a John Maddox, físic i director de la revista Nature, James Randi, il·lusionista i escèptic, i Walter Stewart, expert en fraus que recentment havia aixecat sospites sobre el treball del premi Nobel David Baltimore.

## Publicació a Nature i investigació

### Condicions de publicació inusuals
Nature va accedir a publicar l'article al juny de 1988 amb dues condicions inusuals:
1. Que Benveniste obtingués d'altres laboratoris una confirmació prèvia dels seus resultats.
2. Que un equip seleccionat per Nature pogués investigar el seu laboratori després de la publicació.

Benveniste va acceptar les condicions. Els resultats van ser replicats per quatre laboratoris en Milà, Toronto, Tel-Aviv i Marsella.

### Reserva editorial inusual
Després de la replicació dels resultats, l'article es va publicar en Nature, que va imprimir en el mateix exemplar un editorial titulat "Quan creure el increïble" i va afegir a l'article la següent reserva editorial:
| « | Editorial reservation. Readers of this article may share the incredulity of the many referees who have commented on several versions of it during the past several months. The essence of the result is that an aqueous solution of an antibody retains its ability to evoke a biological response even when diluted to such an extent that there is a negligible chance of there being a single molecule in any sample. There is no physical basis for such an activity. With the kind collaboration of Professor Benveniste, Nature has therefore arranged for independent investigators to observe repetitions of the experiments. A report of this investigation will appear shortly. | 'Reserva editorial: Els lectors d'aquest article compartiran la incredulitat de molts avaluadors d'articles (referees) que han comentat les versions de l'article durant els passats mesos. L'essència de l'resultat és que la solució aquosa d'un anticòs manté la facultat de provocar una resposta biològica tot i que estigui diluïda fins al punt que hi hagi una probabilitat remotíssima de trobar una molècula de la mostra. No hi ha bases físiques perquè tingui lloc aquesta activitat. Amb l'amable col·laboració del Professor Benveniste, Nature ha organitzat a diversos investigadors independents per observar les repeticions dels experiments. Properament apareixerà un informe sobre aquesta investigació. ' | » |

### Observacions metodològiques a l'estudi de Benveniste
Una setmana després de la publicació de l'article, Nature va enviar un equip de tres investigadors al laboratori de Benveniste per intentar replicar els seus resultats sota condicions controlades. L'equip el formaven l'editor de Nature i físic Sir John Maddox, el químic i investigador de fraus Walter Stewart i l'il·lusionista James Randi. El 4 de juliol de 1988 l'equip va arribar a París per fer la recerca.
L'experiment separava 2 tipus de provetes, un amb aigua homeopàtica i un altre amb aigua normal (control) i després se sotmetien al test de degranulació de basòfils. L'equip es va concentrar en els registres de laboratori i van examinar set intents per replicar l'estudi de Benveniste. Els tres primers intents van sortir favorables. No obstant això, l'equip de Nature no estava satisfet amb el rigor de la metodologia. L'equip va notar que el fet que Benveniste sabés quines eren les mostres homeopàtiques i quines les de control (aquelles que eren simplement aigua), podria influir en els resultats de l'experiment. D'aquesta manera, l'equip va prendre les mostres homeopàtiques, així com les de control i les va canviar de lloc per després designar-les amb un codi que només ells coneixien. El codi va ser col·locat en un sobre i després enganxat al sostre de laboratori a la vista de tots. D'aquesta manera només l'equip avaluador sabia quines eren les mostres de control i quines eren les homeopàtiques. El quart intent va ser de nou favorable encara que Maddox i el seu equip ho van rebutjar a priori, els tres intents restants van ser desfavorables. Davant la negativa de Benveniste a retractar-se, l'equip va publicar en l'exemplar de Nature de juliol de 1988 les següents crítiques a l'estudi original de Benveniste:
1. Els experiments de Benveniste estaven "mal controlats estadísticament" i el laboratori no estava familiaritzat amb el concepte d'error de mostreig. El mètode per prendre valors de control no era fiable i "no s'havia fet cap esforç substancial per excloure l'error sistemàtic, incloent el biaix o prejudici de l'observador".
2. "La interpretació s'havia difuminat per l'exclusió de mesures que xocaven contra el que es buscava". En particular, "la sang que no es degranulaba era gravada però no s'incloïa en les anàlisis preparats per a la publicació". A més l'experiment de vegades fallava completament durant "períodes de diversos mesos".
3. Hi havia una insuficient "evitació de contaminació" i en una gran proporció "la font de sang per als experiments no estava controlada".
4. L'estudi no havia revelat prèviament que "els salaris de dos dels coautors de l'article publicat van ser pagats per contracte entre l'INSERM 200 i la companyia francesa Boiron et Cie."
5. "El fenomen descrit no és reproduïble". "Creiem que les dades experimentals s'han assentat sense cap crítica i les seves imperfeccions no s'han reportat adequadament."

### Resposta de Benveniste
En el mateix exemplar de la revista Nature i en un altre comentari posterior Benveniste va ridiculitzar a l'equip de Nature com una "burla de la investigació científica" i va avisar altres científics perquè no permetessin tals investigacions en els seus laboratoris. Va afirmar que tals "bruixes de Salem o persecucions del tipus McCarthy matarien la ciència". Algunes de les seves crítiques van ser:
1. "Les adulacions es paguen a la nostra honestedat, encara que l'acusació d'engany va ser rampant". Per exemple, l'equip de Nature va sobreentendre que el finançament parcial des de la indústria homeopàtica era causa de preocupació, encara que el finançament de la investigació des de la indústria -tant homeopàtica com no homeopática- és habitual.
2. L'equip de no-biòlegs va mostrar "amateurisme", va fallar a l'intentar entendre "el nostre sistema biològic", va crear una atmosfera de "sospita constant", i el membre James Randi va fer trucs i acrobàcies com enganxar informació a l'sostre per evitar la seva alteració.
3. L'equip va arribar sense un pla previ, i basant-se en una setmana de treball "va esborrar cinc anys de la nostra feina i de cinc laboratoris".
4. Els intents cecs de l'experiment probablement van fallar a causa de "controls erràtics", l'excessiva càrrega de treball i el disseny experimental proposat per l'equip.
5. Benveniste va rebutjar totalment les al·legacions de l'equip sobre la poca familiaritat amb l'error de mostreig i la manca de fiabilitat dels seus valors de control.[3]

Alguns crítics van assenyalar a més que l'equip de Nature no va declarar conflictes d'interessos per part de Comitè per a la investigació escèptica (CSICOP).

## Josephson i APS
Benveniste va obtenir el suport públic de Brian Josephson, 1 premi Nobel de física amb reputació d'obertura de ment per a les afirmacions paranormals. El 1999 la revista Time va escriure que en resposta a l'escepticisme de l'físic Robert Park, Josephson havia reptat a l'American Physical Society (APS) a supervisar una rèplica de l'experiment de Benveniste, usant un "experiment aleatori doble cec", en què afirmava que es transferien per internet les característiques de l'aigua diluïda homeopàticament. L'APS va acceptar i es va oferir a cobrir les despeses de l'experiment. Benveniste va escriure "nosaltres estem d'acord" en la seva circular informativa de DigiBio com a resposta a l'oferta de James Randi d'pagar un milió de dòlars de premi si l'experiment tenia èxit. Randi va escriure que Benveniste i Josephson no van continuar amb el repte.

## INSERM
L'edició de juliol de 1989 de la revista Nature va reportar que l'INSERM (Institut National de la Santé et de la Recherche Médicale) havia posat a Benveniste en període de prova seguint una avaluació rutinària del seu laboratori. Tot i que el INSERM va trobar que les activitats de laboratori eren en general exemplars, va expressar un seriós disgust amb els seus estudis sobre altes dilucions, i va criticar per "una anàlisi insuficientment crítica dels resultats reportats, el caràcter arrogant de les interpretacions que feia d'ells i l'ús abusiu de la seva autoritat científica quan informava a el públic ". A el principi es va pensar dispersar i tancar la Unitat 200 de l'INSERM, però Benveniste va continuar treballant en la Unitat 200 de l'INSERM fins a l'any 2000.

## Premi Ig Nobel
A Benveniste li han concedit dos premis Ig Nobel en Química. Els premis Ig Nobel són una paròdia dels Premis Nobel.
El primer a 1991 descriu a Jacques Benveniste com un "prolífic prosèlit i corresponsal dedicat de Nature, per la seva persistent creença que l'aigua és un líquid intel·ligent, i per demostrar a la seva satisfacció que l'aigua és capaç de recordar esdeveniments molt després que qualsevol traça d'aquests esdeveniments s'han dissipat ".
El segon el 1998 cita "el seu descobriment homeopàtic que l'aigua no només té memòria, sinó que la informació que conté pot ser transmesa per les línies telefòniques i per Internet ".